# Lotte H. Eisner
Lotte H. Eisner, vero nome Lotte Henriette Regina Eisner (Berlino, 5 marzo 1896 – Parigi, 25 novembre 1983), è stata una critica cinematografica e scrittrice tedesca naturalizzata francese.

## Biografia
Nata da una famiglia ebrea agiata, studiò storia dell'arte e archeologia a Berlino e Monaco. Dopo il baccalaureato, discute nel 1924 una tesi di dottorato sulla composizione delle immagini sui vasi greci (Die Entwicklung der Bildkomposition auf griechischen Vasenbildern). Poliglotta, conosce il latino e il greco antico, oltre a parlare tedesco, inglese, francese, italiano, spagnolo. Durante un lungo soggiorno a Roma si dedica a scavi archeologici, e, una volta ritornata a Berlino, Armin T. Wegner, un giovane poeta, la mette in contatto con Willy Haas, sceneggiatore di Murnau nel film La terra che brucia, 1922, e editore della rivista Literarische Welt, sulle cui pagine lei pubblica i suoi primi articoli. Assiste alle rappresentazioni teatrali di Max Reinhardt, Brecht, Piscator.
Lotte Eisner incontra il cinema agli inizi del 1920, e il primo film di Murnau che vede è L'ultima risata, 1924. Inizia a lavorare per la rivista Berliner Tageblatt, e a partire dal 1927 è ingaggiata dalla rivista Film-Kurier dove pubblicherà le sue recensioni cinematografiche. Visita personalmente gli studi cinematografici, interessandosi di ogni aspetto della produzione di un film. Presenzia alle riprese di Metropolis di Fritz Lang, 1927, di (Du sollst nicht ehebrechen) Teresa Raquin, 1928, di Jacques Feyder, girato a Berlino, di Diario di una donna perduta, 1929, di Pabst. Vede tutto quello che di più interessante viene prodotto e diventa la prima donna critica di cinema in Germania, rispettata e temuta.
Il diffondersi delle idee nazionalsocialiste crea difficoltà alla libera circolazione della cultura. Diario di una donna perduta (1929) di Pabst viene proibito, l'accesso al cinema in cui si proietta La corazzata Potëmkin di Ejzenstein è bloccato dai soldati della Reichswehr, gruppi di estremisti interrompono le rappresentazioni teatrali d'avanguardia. Lotte Eisner difende appassionatamente dalle pagine di Film-Kurier la libertà d'espressione. Hitler diventa cancelliere il 30 gennaio 1933. Il 30 marzo 1933, Lotte H. Eisner lascia la Germania, dopo che gli uffici del suo giornale sono occupati dai nazisti, e si stabilisce a Parigi.
Esercita svariati mestieri, per poi diventare la corrispondente dell'Internationale Filmschau e di Die Kritik. Pubblica il suo primo articolo in francese su L'Intransigeant, il 19 maggio 1937, per difendere Il testamento del dottor Mabuse di Fritz Lang, che era stato proibito in Germania. Leggendo La Cinématographie française, Lotte Eisner apprende che due giovani cercano di salvare i film muti minacciati di essere distrutti e stanno creando allo scopo un nuovo organismo, la Cinémathèque française. Desidera incontrarli. Lo storico incontro con Georges Franju e Henri Langlois avviene nel Café Wepler, place Clichy.
Allo scoppio della seconda guerra mondiale Lotte Eisner, ritornata a Parigi dopo una visita al fratello a Londra, è arrestata e condotta nel campo di internamento di Gurs, in Aquitania. Riesce a evadere e a piedi raggiunge prima Pau, poi Montpellier. Per sviare i sospetti si iscrive all'università della città. Nel 1942 sua madre muore dopo essere stata deportata in un campo di prigionia. Una buona parte della collezione di film della Cinémathèque viene requisita dai tedeschi, ma Langlois riesce a nascondere un insieme importante di pellicole preziose nel castello Béduer, nei pressi di Figeac (Lot), aiutato da Guy de Carmoy, responsabile del Service cinéma del governo di Vichy. Lotte Eisner, dopo una breve tappa a Parigi, nel 1941 arriva a Figeac, per conto di Langlois. Soggiorna in un collegio femminile. Durante il giorno riordina il materiale filmico portato al castello. Nel gennaio del 1942 ottiene un documento d'identità falso col nome di Louise Hélène Escoffier. Langlois le fa pervenire anche un piccolo salario per permetterle di sopravvivere e nel 1944 un certificato di lavoro che la salva da una retata tedesca a Figeac, il 2 maggio 1944.
Finita la guerra, Langlois, con l'intenzione di organizzare mostre a Parigi e in Europa, incarica Lotte Eisner di raccogliere una ricca documentazione. Ella riprende i contatti con esponenti del mondo culturale e cinematografico tedesco come lo storico del cinema Siegfried Kracauer, rifugiato negli Stati Uniti, il regista Slatan Dudow, Rudolf Kurtz, Georg Wilhelm Pabst, che ritrova in un viaggio a Vienna nel 1947, Fritz Lang, anch'egli esule negli Stati Uniti, con il quale intrattiene fitti scambi epistolari e da cui riceve molto materiale relativo ai suoi film americani. Negli anni settanta Lotte Eisner rappresentò il simbolo della rinascita del cinema tedesco per i nuovi registi come Werner Herzog, Wim Wenders, Werner Schroeter, Herbert Achternbusch, Rainer Werner Fassbinder.
Wim Wenders dedica a Lotte Eisner L'amico americano uscito 1977 e Paris, Texas uscito nel 1984, poco dopo la sua morte, mentre Werner Herzog le dedica L'enigma di Kaspar Hauser, nel 1974. Inoltre alla fine di quell'anno, avendo appreso che l'amica era stata colpita da infarto e rischiava la vita, per voto compie, nel pieno dell'inverno, da sabato 23 novembre a sabato 12 dicembre 1974, in diciannove giorni, un viaggio a piedi da Monaco a Parigi, per ottenerne la guarigione. Racconta l'esperienza in un libro pubblicato in Francia nel 1980, tradotto e pubblicato in Italia da Guanda, nel 2008, con il titolo Sentieri nel ghiaccio. Quando arriva a destinazione, Lotte è felicemente fuori pericolo.
Nel 1982 il regista tedesco Werner Herzog intervista Lotte Eisner nella sua casa di Parigi, sul passato e il presente del cinema tedesco. Nel corso della breve conversazione lei, ricordando l'esilio impostole dal nazismo, recita due strofe di Heinrich Heine, dal poema Allo straniero. Lotte Eisner muore a Parigi il 25 novembre 1983, all'età di 87 anni, dopo aver lavorato fino all'ultimo per il Museo del cinema.

## Opere

### Opere originali
- (FR) Lotte H. Eisner, L'écran démoniaque. Les influences de Max Reinhart et de l'Expressionnisme, Parigi, André Bonne, 1952.
- (FR) Lotte H. Eisner, F. W. Murnau, Parigi, Losfeld/Le Terrain Vague, 1964.
- (FR) Lotte H. Eisner, Fritz Lang, Londra, Secker & Warburg, 1976, ISBN 0436142325.
- (DE) Lotte H. Eisner e Martje Grohmann, Ich hatte einst ein schönes Vaterland. Memoiren, Heidelberg, Wunderhorn, 1984.

### Edizioni in lingua italiana
- Lotte H. Eisner, Fritz Lang, traduzione di Margaret Kunzle e Graziella Controzzi, Milano, Mazzotta Editore, 1978, ISBN 88-202-0237-9.
- Lotte H. Eisner, Lo schermo demoniaco, Gian Piero Brunetta (prefazione), Roma, Editori Riuniti, 1983, ISBN 88-359-2639-4.
- Lotte H. Eisner, Murnau. Vita e opere di un genio del cinema tedesco, traduzione di Roberto Menin, Roma, Alet Edizioni, 2010, ISBN 978-88-7520-125-8.

## Filmografia

### Interprete

#### Cinema
- Die langen Ferien der Lotte H. Eisner, regia di Sohrab Shahid Saless - documentario (1979)
- Lotte Eisner in Germany, regia di MarK Horowitz - cortometraggio (1980)
- Werner Herzog filme Lotte Eisner, regia di Werner Herzog (1982)
- La mort n'a pas voulu de moi, regia di Michel Célémenski, Carole Roussopoulos e Carine Varène - cortometrggio (1984)
- Werner Herzog: Filmemacher, regia di Werner Herzog - cortometraggio (1984)

#### Televisione
- Les échos du cinéma - serie TV, episodio 1x25 (1961)
- Pour le plaisir - serie TV, 1 episodio (1964)
- Filmemigration aus Nazideutschland - serie TV, episodi sconosciuti (1975)
- Memories of Berlin: The Twilight of Weimar Culture, regia di Gary Conklin - documentario TV (1976)
- Ciné regards - serie TV, 1 episodio (1979)
- Cinéma cinémas - serie TV, 1 episodio (1982)
- The South Bank Show - serie TV, episodio 5x25 (1982)

### Doppiatrice
- Fata Morgana, regia di Werner Herzog (1971)

## Citazioni e omaggi

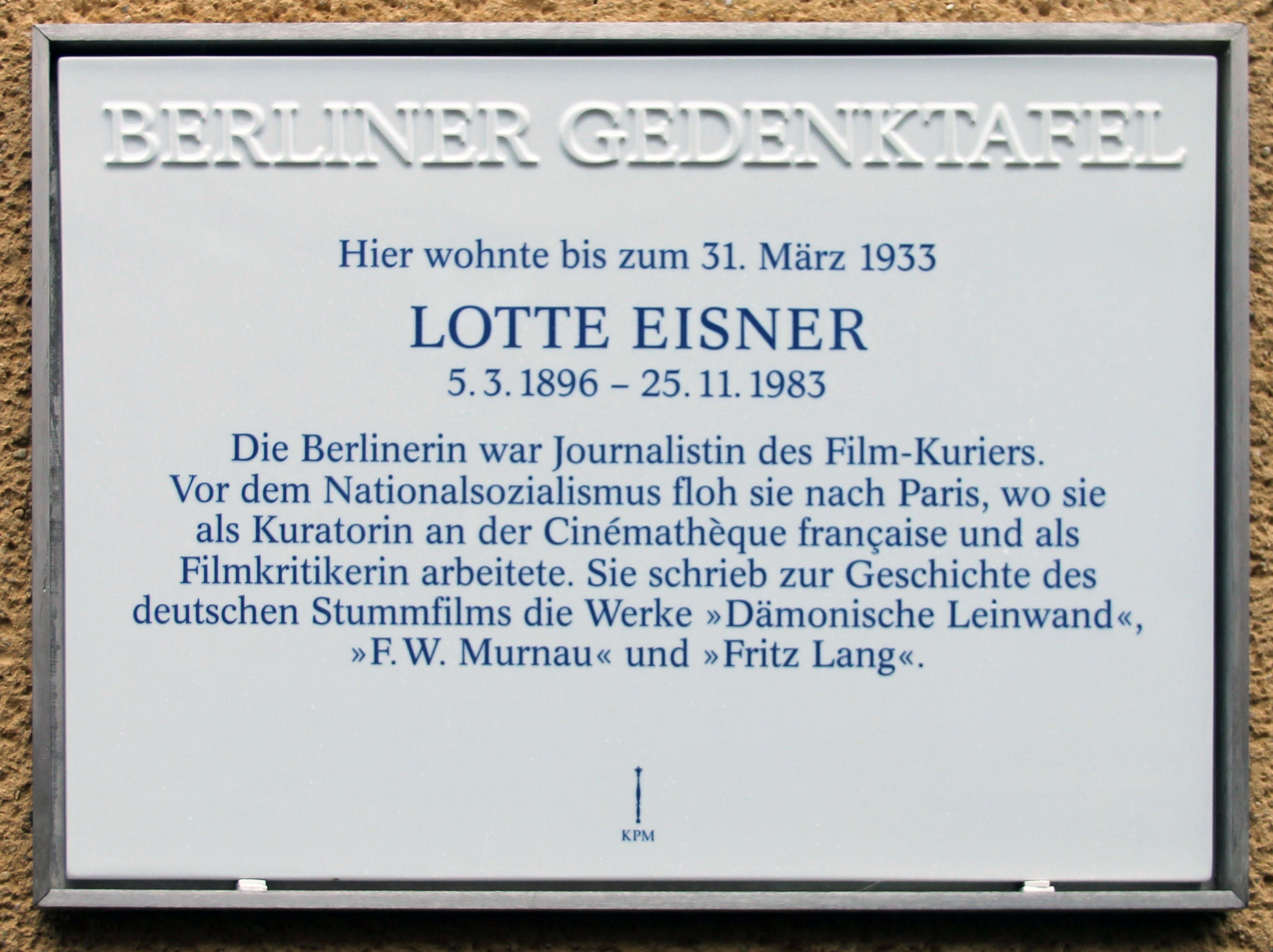
Placca commemorativa posta in Marbacher Straße 18, Wilmersdorf, Berlino

- Dal 26 ottobre 2006 al 22 gennaio 2007, nella sede del Museo del Cinema di Parigi, in rue de Bercy, 51, si tiene la mostra Le Cinéma expressionniste allemand. Splendeurs d'une collection, sotto la direzione di Bernard Benoliel, Marianne de Fleury e Laurent Mannoni. La Mostra viene organizzata organizzata in onore dei fondatori della Cinémathèque française, Henri Langlois e Lotte Eisner, in occasione del settantesimo anniversario della nascita della scrittrice.
- Una placca commemorativa in ricordo della scrittrice è stata posta in Marbacher Straße 18, nel quartiere di Wilmersdorf, a Berlino, nella casa in cui visse fino al 31 marzo 1933.